# Ratpenat d'esquena nua de Beaufort
El ratpenat d'esquena nua de Beaufort (Dobsonia beauforti) és una espècie de ratpenat de la família dels pteropòdids. És endèmic d'Indonèsia. Habita els boscos, on nia en coves i arbres.